# Ylä-Mulkujärvi
Ylä-Mulkujärvi är en sjö i Finland. Den ligger i kommunen Enare i landskapet Lappland, i den norra delen av landet, 900 km norr om huvudstaden Helsingfors. Ylä-Mulkujärvi ligger 150,7 meter över havet. Arean är 12,5 hektar och strandlinjen är 1,97 kilometer lång. Sjön  ingår i Pasvik älvs huvudavrinningsområde. 